# Сан-Марко-дей-Кавоті
Сан-Марко-дей-Кавоті (італ. San Marco dei Cavoti) — муніципалітет в Італії, у регіоні Кампанія,  провінція Беневенто.
Сан-Марко-дей-Кавоті розташований на відстані близько 210 км на схід від Рима, 75 км на північний схід від Неаполя, 22 км на північ від Беневенто.
Населення — 3422 особи (2014).
Щорічний фестиваль відбувається 25 квітня. Покровитель — San Marco.

## Демографія
Населення за роками:

Станом на 1 січня 2023 року в муніципалітеті офіційно проживало 58 іноземців з 9 країн, серед них 41 громадянин країн Євросоюзу та 4 громадяни України.

## Сусідні муніципалітети
- Базеліче
- Колле-Санніта
- Фояно-ді-Валь-Форторе
- Молінара
- Паго-Веяно
- Песко-Санніта
- Реїно
- Сан-Джорджо-Ла-Молара